# Đoài Phương
Đoài Phương là một xã ngoại thành phía tây Thủ đô Hà Nội, Việt Nam. Xã được thành lập vào ngày 16 tháng 6 năm 2025 theo Nghị quyết số 1656/NQ-UBTVQH15 của Ủy ban Thường vụ Quốc hội, trong đó sắp xếp toàn bộ diện tích tự nhiên, quy mô dân số của xã Kim Sơn, xã Sơn Đông và một phần diện tích tự nhiên, quy mô dân số của xã Cổ Đông thành xã mới có tên gọi là xã Đoài Phương. Xã có tổng diện tích tự nhiên 57,1 km2 và quy mô dân số 39.828 người, sinh sống ở 30 thôn. Trong đó trụ sở UBND xã nằm tại thôn Phúc Lộc.

## Địa lý
Xã Đoài Phương hiện tiếp giáp với 6 đơn vị hành chính:
- Phía bắc giáp phường Tùng Thiện và xã Phúc Thọ
- Phía nam giáp xã Hòa Lạc
- Phía tây giáp xã Yên Bài
- Phía đông giáp xã Thạch Thất và xã Hạ Bằng

Đoài Phương là một xã vùng bán sơn địa. Trên địa bàn xã có Hồ Đồng Mô là hồ chứa thủy lợi lớn nhất của thành phố Hà Nội với sức chứa 61,9 triệu m3 và diện tích khoảng 1.400 ha.

## Kinh tế
Xã Đoài Phương hiện có làng nghề mộc Vạn An; nghề nuôi ong lấy mật ở Kim Sơn và nghề sản xuất giò lụa, miến dong ở Cổ Đông. Thu nhập bình quân toàn xã năm 2025 đạt khoảng 70 triệu đồng/người/năm. Xã cũng có nhiều địa điểm du lịch xung quanh khu vực Hồ Đồng Mô như: sân golf Đồng Mô, thôn Lòng Hồ, Làng Văn hóa các dân tộc Việt Nam, đền Măng Sơn, chùa Khai Nguyên...

## Xã hội
Xã Đoài Phương là địa bàn đóng quân của nhiều đơn vị và có 3 trường đại học:
- Trường Sĩ quan Lục quân 1 (Cổ Đông)[7]
- Trường Sĩ quan Phòng hóa (Sơn Đông)[7]
- Học viện Hậu cần cơ sở 2 (Kim Sơn)[8]